# Jun Suzuki (Fußballspieler, 1989)
Jun Suzuki (japanisch 鈴木 惇, Suzuki Jun; * 22. April 1989 in Fukuoka, Präfektur Fukuoka) ist ein japanischer Fußballspieler.

## Karriere
Jun Suzuki erlernte das Fußballspielen in den Jugendmannschaften von Minatozaka FC und Avispa Fukuoka. Seinen ersten Profivertrag unterschrieb er 2008 bei seinem Jugendverein Avispa Fukuoka. Der Verein aus Fukuoka, einer Stadt auf Kyūshū, der südlichsten der japanischen Hauptinseln, spielte in der zweiten Liga des Landes, der J2 League. 2010 wurde er mit dem Klub Tabellendritter der J2 und stieg in die erste Liga auf. Nach nur einem Jahr musste er Ende 2011 wieder den Weg in die Zweitklassigkeit antreten. Nach insgesamt 151 Spielen für Fukuoka wechselte er 2013 zum Ligakonkurrenten Tokyo Verdy. Hier unterschrieb er einen Zweijahresvertrag. Nach Vertragsende ging er 2015 wieder zu seinem ehemaligen Verein Avispa Fukuoka. 2015 wurde er mit dem Klub wieder Tabellendritter und stieg abermals in die erste Liga auf. Auch dieses Mal musste er nach einer Saison wieder in die zweite Liga absteigen. Die Saison 2017 wurde er an den Ligakonkurrenten Ōita Trinita nach Ōita ausgeliehen. Nach 39 Spielen für Ōita kehrte er 2018 wieder zu Fukuoka zurück. Ende der Saison 2020 wurde er mit dem Verein Vizemeister und stieg in die erste Liga auf. Nach Vertragsende in Fukuoka wechselte er im Januar 2021 zum Drittligisten Fujieda MYFC. Am Ende der Saison 2022 feierte er mit dem Verein die Vizemeisterschaft und den Aufstieg in die zweite Liga.

## Erfolge
Avispa Fukuoka
- Japanischer Zweitligavizemeister: 2020  ▲

Fujieda MYFC
- Japanischer Drittligavizemeister: 2022  ▲